# Basílica de San Sossio Levita y Mártir
La Basílica de San Sossio Levita y Mártir es el principal templo de culto católico de la ciudad de Frattamaggiore (Nápoles), Italia. Pertenece a la Diócesis de Aversa. Representa el corazón histórico y religioso de la ciudad y alberga el Museo Sansossiano de Arte Sacro. En 1902, fue declarada Monumento Nacional.

## Historia
La construcción de la iglesia probablemente se remonta al siglo X, siendo edificada en estilo románico. Fue fundada por refugiados procedentes de Miseno, quienes se salvaron de la destrucción de su ciudad a manos de los Sarracenos en el siglo IX y se instalaron en el actual emplazamiento de Frattamaggiore. Aquí llevaron el culto de San Sossio y levantaron una iglesia en su honor; alrededor de esta, creció la nueva ciudad.
La iglesia fue reconstruida a finales del siglo XIV en estilo gótico napolitano. Después de las obras de 1522, presentó una planta basilical con tres naves; fue renovada durante el siglo XVIII y en 1894, cuando volvió a la luz la estructura gótica, anteriormente cubierta con decoraciones y estucos barrocos. Posteriormente, la iglesia se enriqueció con altares, mármoles preciados y lienzos. Sin embargo, la mayoría de las obras de arte fueron destruidas por un incendio el 29 de noviembre de 1945; se salvaron el portal del siglo XVI, la gran capilla de San Sossio y la pila bautismal. Por eso, el edificio fue nuevamente objeto de restauraciones. En los años 1970 fue construida la nueva sacristía y nuevas obras de restauración fueron necesarias después del terremoto de Irpinia de 1980.
El torre campanario al lado de la Basílica fue levantado en 1598 y reconstruido en 1729, tras su derrumbe provocado por un terremoto en 1698 y los daños sufridos por la caída de un rayo. Fue restaurado en 1840.
En el interior de la Basílica, reposan los restos mortales de San Sossio y de San Severino, que en 1807 fueron traslados desde Nápoles a Frattamaggiore por intervención del arzobispo Michele Arcangelo Lupoli, tras la supresión del monasterio benedictino a ellos dedicado durante los años de la invasión napoleónica. Por eso, a la ciudad de Frattamaggiore le fue otorgado el título de "Ciudad Benedictina" por el Orden de San Benito en 1997.
En 2006, por voluntad del papa Benedicto XVI, la iglesia fue elevada a la dignidad de Basílica Pontificia.

## Descripción

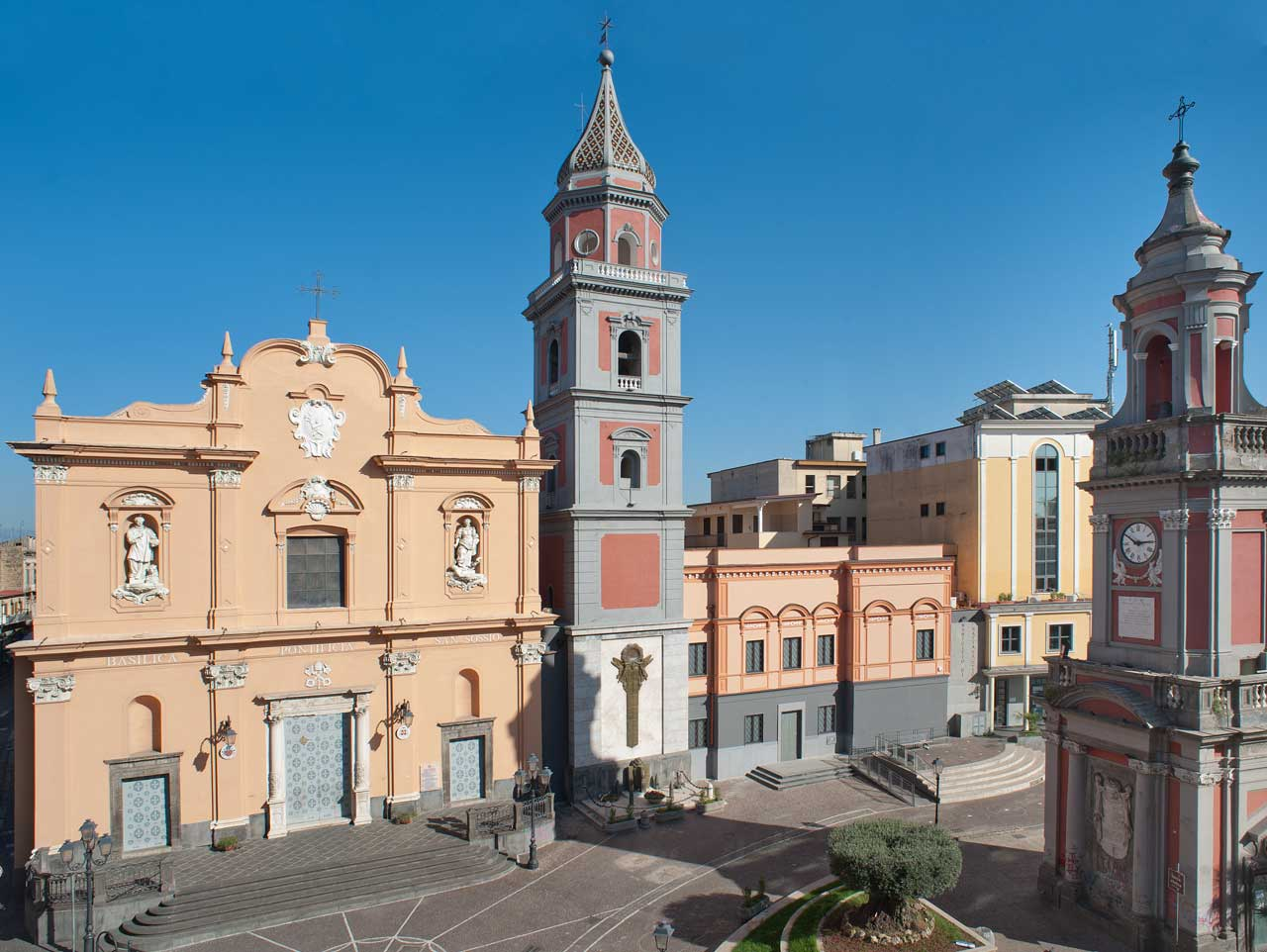
Vista de Piazza Umberto I con la Basílica, la Pinacoteca Sansossiana y la torre cívica de la ciudad.

La fachada, de estilo barroco, se remonta a 1854; es tripartida y presenta dos órdenes que terminan en un tímpano curvilíneo. En el centro del orden superior se abre un ventanal coronado por un tímpano curvado, mientras que los tramos laterales albergan dos nichos con las estatuas de los dos Santos patronos de Frattamaggiore, San Sossio y Santa Juliana de Nicomedia (primera mitad del siglo XVIII).
A la derecha de la fachada, se encuentra el torre campanario, de ca. 40 metros de altura y planta cuadrada. Este se desarrolla en cuatro órdenes superpuestos y está rematado por un tambor octogonal situado en la base de una cúpula con forma de cúspide, decorada en mayólica. Sus tres campanas fueron realizadas en el siglo XIX. En la cumbre del campanario fue colocada una esfera de cobre con placa de bronce, obra de Francesco Granata (1919).
A la Basílica se accede por una escalera de roca piperno y un amplio parvis sobreelevado. El portal renacentista de mármol (1564) se caracteriza por dos columnas laterales que sustentan un arquitrabe sobre el que se asienta un tímpano curvado partido. A sus lados hay dos entradas menores, enmarcadas por portales de roca piperno y coronadas por nichos semicirculares.
La Basílica presenta un armazón de roca piperno con rasgos estilísticos del gótico napolitano. Tiene planta de cruz latina cubierta con vigas de madera del siglo XIV, que se divide en una nave central, delimitada por semicolumnas de piperno que sustentan arcos de medio punto, y dos naves laterales con cinco capillas a cada lado. Encima de los arcos se abren ventanales de arco con vitrales polícromos. El ábside está precedido por un arco triunfal de medio punto y está decorado con un gran mosaico que representa a la Virgen en gloria, obra de Enrico Gaudenzi (1955). La tercera capilla a la derecha alberga los restos de los Santos Sossio y Severino, construida en 1873 y ampliada en 1894; en la capilla se encuentra un altar de preciados mármoles polícromos y elementos lapídeos, rematado por un cuadro de Maldarelli representando la sepultura de San Sossio, mientras que a sus lados hay dos lienzos de Saverio Altamura, que representan a San Jenaro abrazando a San Sossio y a San Severino recibiendo las reliquias de San Juan el Bautista a orillas del Danubio.

## Museo Sansossiano de Arte Sacro
La cripta medieval de la Basílica alberga el "Museo Sansossiano de Arte Sacro" (Museo Sansossiano d'arte sacra), donde se expone una parte del patrimonio artístico que sobrevivió al incendio de 1945: en particular, mármoles preciados, partes de tres altares del siglo XVIII, lápidas, paramentos sacros, relicarios y otros objetos sagrados. En 2016 fue inaugurada una pinacoteca en la sacristía.